# Sh2-112
Sh2-112 est une nébuleuse en émission visible dans la constellation du Cygne.
Elle est située dans la partie nord de la constellation, à environ 1,5° ouest-nord-ouest de l'étoile brillante Deneb. La période la plus propice à son observation dans le ciel du soir se situe entre les mois de juillet et de décembre et elle est considérablement facilitée pour les observateurs situés dans les régions de l'hémisphère nord terrestre.
Il s'agit d'une région H II circulaire de taille apparente d'environ 15', traversée par une bande sombre sur sa face ouest orientée dans une direction nord-sud. On pense que l'étoile responsable de son excitation est BD+45 3216, une double étoile bleue de classe spectrale O8V et d'une magnitude apparente de 9,18. Les estimations de distance pour cette étoile donnent une valeur d'environ 1 740 pc (∼5 680 al) ce qui placerait ainsi Sh2-112 dans une région particulièrement riche du Bras d'Orion et physiquement très proche du grand système de nébuleuses Cygnus X. La nébuleuse est placée dans une région de formation d'étoiles dont, selon le catalogue Avedisova, certaines sources d'ondes radio et le nuage moléculaire [DBY94] 29, qui a une masse de 1880 M⊙. Cependant, une étude de 1994 rapporte une distance d'environ 2 100 pc (∼6 850 al) pour ce dernier nuage.